# Tswana
Gli Tswana (o Motswana, plurale Batswana) sono un gruppo etnico dell'Africa meridionale. Appartengono al gruppo dei popoli bantu, e parlano la lingua tswana o setswana. Sono diffusi soprattutto in Sudafrica e Botswana; si stima che la popolazione totale di Tswana in Africa si aggiri intorno ai 4,5 milioni.
Nel XIX secolo, il nome Batswana veniva frequentemente trascritto come Bechuana. Da questa variante deriva "Bechuanaland", il nome attribuito dagli europei alla terra abitata dai Batswana. Da una trascrizione più corretta prende il nome l'odierno Botswana.

## Distribuzione geografica
La maggior parte degli Tswana vive in Sudafrica; il setswana è una delle undici lingue nazionali del paese. Durante l'apartheid, gli Tswana sudafricani erano tenuti a vivere nel bantustan del Bophuthatswana. In Botswana, gli Tswana rappresentano la maggior parte della popolazione; per questo motivo, il termine "Batswana" viene anche usato per riferirsi all'insieme dei cittadini di questa nazione, sebbene fra i botswaniani ci siano anche minoranze di etnia Khoisan e di altri gruppi etnici. Minoranze tswana si trovano anche in Namibia e Zimbabwe.

## Sottogruppi
Gli Tswana sono suddivisi in numerosi clan, che corrispondono ad altrettante linee dinastiche. I principali fra questi sono i Barolong, i Bakwêna, i Bangwaketse, i Bamangwato, i Batawana, i Batlôkwa e i Bakgatla. Ogni clan ha un proprio capo, sottoposto all'autorità del capo supremo (o re) degli Tswana, detto Kgôsikgolo.